# Прошлым летом (фильм, 1962)
«Прошлым летом» — советский короткометражный фильм 1962 года, дебютная — дипломная работа режиссёра Виктора Трегубовича.

## Сюжет
На одной из летних деревенских гулянок молодой парнишка Гриша знакомится с девушкой из соседнего села Полинкой. Через какое-то время он подвёз её на велосипеде в город. Они стали часто встречаться, просиживая ночи на озере. О том, что Гриша и Полина любят друг друга, уже знает вся деревня. Скрывать свои чувства и поздно и глупо — так думает Полина, а Гриша пока ещё не решил, кто для него важнее — старые дружки или эта девчонка, которая даже не может постоять за себя: однажды во время обеда на полевом стане приятель Гриши, нагловатый пошляк Костя, высмеял Полинку. Гриша поддался своему дружку, не заступившись за Полинку, она убежала. Грише стало стыдно, что он оскорбил первое чистое чувство. Он ходил к её дому, пытался вызвать Полинку на свидание, но она не шла. Однако, Гриша не сдавался — теперь никакие насмешки Кости и ложные понятия о мужской гордости не могли остановить его.

## В ролях
- Татьяна Никитина — Полинка
- Семён Морозов — Гриша
- Виталий Каневский — Костя
- Людмила Колпакова — подруга Полины
- Долорес Столбова — сестра Полины

## Отзывы
Фильм — дебют режиссёра Виктора Трегубовича, его ВГИКовская дипломная работа режиссёра, решением аттестационной комиссии ему был присвоен диплом с отличием. Фильм также дебют как кинодраматурга Александра Володина — сценарий «Полинка из Лесного» был написан им специально для этой дипломной работы В. Трегубовича.

Обрадовал нас В. Трегубович, показавший свой студенческий фильм «Прошлым летом». В. Трегубовичу достался интересный сценарий — новелла Александра Володина. Всего лишь крупица жизни раскрыта драматургом, режиссёром и юным актёром Сеней Морозовым, но раскрыта до конца. Здесь, в этом маленьком фильме, речь идёт о борьбе за душу человека. О борьбе между нежностью и цинизмом, любовью и хамством. А повод вроде бы пустяковый: однажды парнишка наврал о девчонке, которая ему чуть понравилась. Рассказывается об этом спокойно, дело ведь было прошлым летом, и встретится ещё не одна такая девчонка, пока станет этот парнишка взрослым человеком. Но сколько серьёзности в этом фильме, позволяющем всмотреться в душевное движение человека и понять многое.— Смысл исканий // Искусство кино, № 5, 1963. — С. 52.